# 永遠のユダヤ人
『永遠のユダヤ人』（独: Der ewige Jude, 英: The Eternal Jew）は、1940年に公開されたドイツ映画。第三帝国の宣伝大臣ヨーゼフ・ゲッベルスの指示で制作された反ユダヤ主義的なプロパガンダ映画である。原題の "Der ewige Jude" は「永遠のユダヤ人（さまよえるユダヤ人）」という中世の民間伝承の登場人物を指すドイツ語である。

## 内容
この映画はナチスドイツによるポーランド占領直後に撮影されたドキュメンタリーと本編とから構成される。当時、ポーランドにおけるユダヤ人の人口は約300万人で、全人口の約10%を占めていた。
映画はドキュメンタリーの形式をとり、ナチスの教義に従って、「不変の人種的特質が、ユダヤ人をさすらう文化的寄生虫と特徴づけている」と主張する。これが映画の中心的なテーマである。
映画全体を通して、これらの想定されたユダヤ人の特徴はナチス国家の理想像と対比される。アーリア民族が肉体労働と価値の創造に満足を見いだすものとして描かれる一方、ユダヤ人はカネと享楽的なライフスタイルに喜びを見いだすものとして描き出される。また、アーリア民族が健康的な生活を送るのに対して、金持ちのユダヤ人は生活に余裕がある場合でも、虫がはびこる汚らしい家で生活すると描写される。（この場面はゲットーで撮影されたが、ゲットーでは生活状態が非常に貧しく、不潔な環境は現実には不可避なものであった。）
ゲルマン民族が北方的な文化や形象を鑑賞する力を持つ一方、ユダヤ人はグロテスクで退廃的なものにのみ満足すると描かれる。ナチスの教義に反する多くのもの、例えば、現代芸術（「退廃美術」、「退廃音楽」）、文化的相対主義、無政府主義運動や社会主義運動、性的な解放などは、ユダヤ人の影響と結びつけられる。さらに、この映画は屠殺する前に動物に麻酔をかけることを要請するナチスの法律と対比させ、カシュルート（ユダヤ教の食事規定）に基づくシェヒーター（動物の屠殺方法）を非人道的だと批判する。